# Day of the Dead
Day of the Dead (с англ. — «День Мертвых») — четвёртый студийный альбом американской рэп-рок группы Hollywood Undead, вышедший 31 марта 2015 года. Релиз альбома переносился несколько раз, первоначально он должен был выйти летом 2014 года. Позже в октябре 2014. Затем релиз был перенесён на январь, потом на февраль 2015. Однако в феврале группа заявила, что альбом выйдет в марте. Это первый альбом группы, записанный на другом лейбле Interscope Records, так как их прежний лейбл A&M/Octone Records разорился.
Это последний альбом группы с барабанщиком и бэк-вокалистом Da Kurlzz.

## Производство
20 октября Дарен Пфайфер, сессионный барабанщик группы, объявил о своём вынужденном уходе из группы. Причиной этого является то, что Дарен недавно переехал в Филадельфию, к своей жене, и теперь у них есть ребёнок. 21 октября Hollywood Undead выпустили первый трек с четвёртого студийного альбома под названием «Day of the Dead». Однако 17 октября видео со стримом песни было случайно опубликовано на их официальном канале. Видео находилось в публичном доступе около 8 часов, а затем было убрано в приватный доступ. 3 февраля состоялся официальный анонс альбома, Hollywood Undead сообщили, что четвёртый студийный альбом выйдет 31 марта. 5 февраля стало известно, что съёмки клипа на песню «Day of the Dead», пройдут в ближайшее время, а режиссёром станет Спенс Николсон. Ранее он уже работал с Hollywood Undead над видео на сингл Everywhere I Go. 8 февраля появилась информация, что клип на «Day of the Dead» выйдет в последнюю неделю февраля. 10 февраля появился отрывок новой песни «Usual Suspects», первой из пяти песен, которые группа продемонстрирует до выхода альбома, а также отрывок из видео на песню «Day of the Dead». Так же стала известна дата начала предзаказа альбома — 17 февраля (День выхода сингла «Usual Suspects»). 16 февраля в сеть слили трек «Usual Suspects» (песня вышла раньше из-за разницы во времени: 11 часов), так же выпущен сингл — «Gravity» — 22 февраля. 9 марта вышла песня «How We Roll». Клип на Day of the Dead первоначально должен был выйти 2 марта, но в связи с мини-туром по Австралии, монтаж прекратился. Правда лейбл уверяет, что постарается выпустить клип как можно быстрее. Помимо этого появился трек лист Deluxe издания альбома. 16 марта вышел пятый сингл под названием Live Forever. Позднее, 17 марта вышел клип на песню «Day of the Dead». 24 марта вышел последний промосингл — песня «Disease». 30 марта альбом вышел в Европе. 31 марта 2015 состоялся мировой выход альбома. За четыре дня до выхода альбом был слит в сеть. В первую неделю в США было продано 29,787 копий. В ночь со 2 по 3 июня вышел ещё один клип Usual Suspects. В ночь 2 сентября состоялась премьера клипа Gravity.

## Список композиций
| №                   | Название                                  | Автор(ы)                                                                                 | Продюсер            | Длительность |
| ------------------- | ----------------------------------------- | ---------------------------------------------------------------------------------------- | ------------------- | ------------ |
| 1.                  | «Usual Suspects»                          | Dylan Alvarez, Matthew Busek, Jorel Decker, Daniel Murillo, George Ragan, Jordon Terrell | Sean Gould          | 3:44         |
| 2.                  | «How We Roll»                             | Alvarez, Busek, Decker, Murillo, Ragan, Terrell                                          | Gould               | 4:45         |
| 3.                  | «Day of the Dead»                         | Busek, Decker, Gould, Terrell                                                            | Gould               | 3:55         |
| 4.                  | «War Child»                               |                                                                                          |                     | 3:58         |
| 5.                  | «Dark Places»                             |                                                                                          |                     | 4:39         |
| 6.                  | «Take Me Home»                            |                                                                                          |                     | 3:48         |
| 7.                  | «Gravity»                                 | Alvarez, Busek, Decker, Murillo, Ragan, Terrell                                          | Gould               | 3:19         |
| 8.                  | «Does Everybody in the World Have to Die» |                                                                                          |                     | 3:17         |
| 9.                  | «Diseasе»                                 |                                                                                          |                     | 3:31         |
| 10.                 | «Party by Myself»                         |                                                                                          |                     | 4:10         |
| 11.                 | «Live Forever»                            | Ragan, Decker, Murillo, Terrell, Alvarez                                                 | Gould               | 3:40         |
| 12.                 | «Save Me»                                 |                                                                                          |                     | 3:27         |
| Общая длительность: | Общая длительность:                       | Общая длительность:                                                                      | Общая длительность: | 46:13        |

| №                   | Название            | Длительность |
| ------------------- | ------------------- | ------------ |
| 13.                 | «Guzzle,Guzzle»     | 3:39         |
| 14.                 | «I'll Be There»     | 4:01         |
| 15.                 | «Let Go»            | 4:16         |
| Общая длительность: | Общая длительность: | 58:09        |

| №                   | Название            | Длительность |
| ------------------- | ------------------- | ------------ |
| 16.                 | «Ghost»             | 3:21         |
| Общая длительность: | Общая длительность: | 61:30        |

| №                   | Название            | Длительность |
| ------------------- | ------------------- | ------------ |
| 17.                 | «Sing»              | 4:05         |
| 18.                 | «Fuck the World»    | 4:09         |
| Общая длительность: | Общая длительность: | 66:26        |

## Позиции в чартах
| Чарт (2015)                           | Позиция |
| ------------------------------------- | ------- |
| US Billboard 200                      | 18      |
| US Top Alternative Albums (Billboard) | 4       |
| US Top Rock Albums (Billboard)        | 4       |
| US Top Hard Rock Albums (Billboard)   | 2       |